# میلاوچه
میلاوتشه (به چکی: Milavče) یک منطقهٔ مسکونی در جمهوری چک است که در ناحیه دوماژلیتسه واقع شده‌است. میلاوتشه ۱۲٫۱۸ کیلومتر مربع مساحت و ۵۶۶ نفر جمعیت دارد و ۳۹۳ متر بالاتر از سطح دریا واقع شده‌است.